# جينا رودريجيز
جينا رودريجيز (بالإنجليزية: Gina Rodriguez)‏ هي ممثلة من الولايات المتحدة الأمريكية ولدت 1984 – م في شيكاغو.

## نشأتها
جينا ولدت في شيكاغو إلينوي لأبوين من بورتوريكو، هي أصغر الأبناء من عائلة تتكون من ثلاث أخوات. في سن السابعة جينا تعلمت رقصة السالسا، نشأت في عائلة كاثوليكية. تعلمت في مدرسة تيش العليا للفنون، كما تدربت لمدة أربع سنوات في جمعية أطلانتيك المسرحية، في سن ال16 تم قبولها في جامعة كولومبيا وتخرجت بدرجة بكالوريوس الفنون الجميلة سنة 2006.

## المسيرة الفنية
عملت غالبية الوقت في الدراما التليفزيونية بأدوار بسيطة حتى تم قبولها لدور البطولة في مسلسل شبكة سي دبليو جين العذراء. في سنة 2015 انضمت لطاقم العمل في فيلم الاثاره ديب واتر هورايزن بجانب مارك والبيرغ

## جوائز
حصلت على جوائز منها:
- جائزة غولدن غلوب لأفضل ممثلة - مسلسل تلفزيوني موسيقي أو كوميدي (2014).

## وصلات خارجية
- جينا رودريجيز على موقع IMDb (الإنجليزية)
- جينا رودريجيز على موقع ميتاكريتيك (الإنجليزية)
- جينا رودريجيز على موقع روتن توميتوز (الإنجليزية)
- جينا رودريجيز على موقع قاعدة بيانات الأفلام العربية
- جينا رودريجيز على موقع ألو سيني (الفرنسية)
- جينا رودريجيز على موقع تيرنر كلاسيك موفيز (الإنجليزية)
- جينا رودريجيز على موقع أول موفي (الإنجليزية)
- جينا رودريجيز على موقع بوكس أوفيس موجو (الإنجليزية)
- جينا رودريجيز على موقع قاعدة بيانات الأفلام السويدية (السويدية)
- جينا رودريجيز على موقع قاعدة بيانات الفيلم (الإنجليزية)